# Zimmerman House (New Hampshire)
Pour les articles homonymes, voir Zimmerman et House.
Zimmerman House est une villa-musée de style moderne-usonia-organique-Prairie School, construite en 1951 par l'architecte américain Frank Lloyd Wright (1867-1959) à Manchester, dans le New Hampshire en Nouvelle-Angleterre aux États-Unis. Acquise par le musée Currier Museum of Art depuis 1988, elle est labellisée Registre national des lieux historiques des États-Unis depuis 1979.

## Historique
Cette demeure usonia de 135 m² est construite par Frank Lloyd Wright, pour le Dr Isadore Zimmerman et sa épouse Lucille, dans un quartier résidentiel du nord de Manchester,.

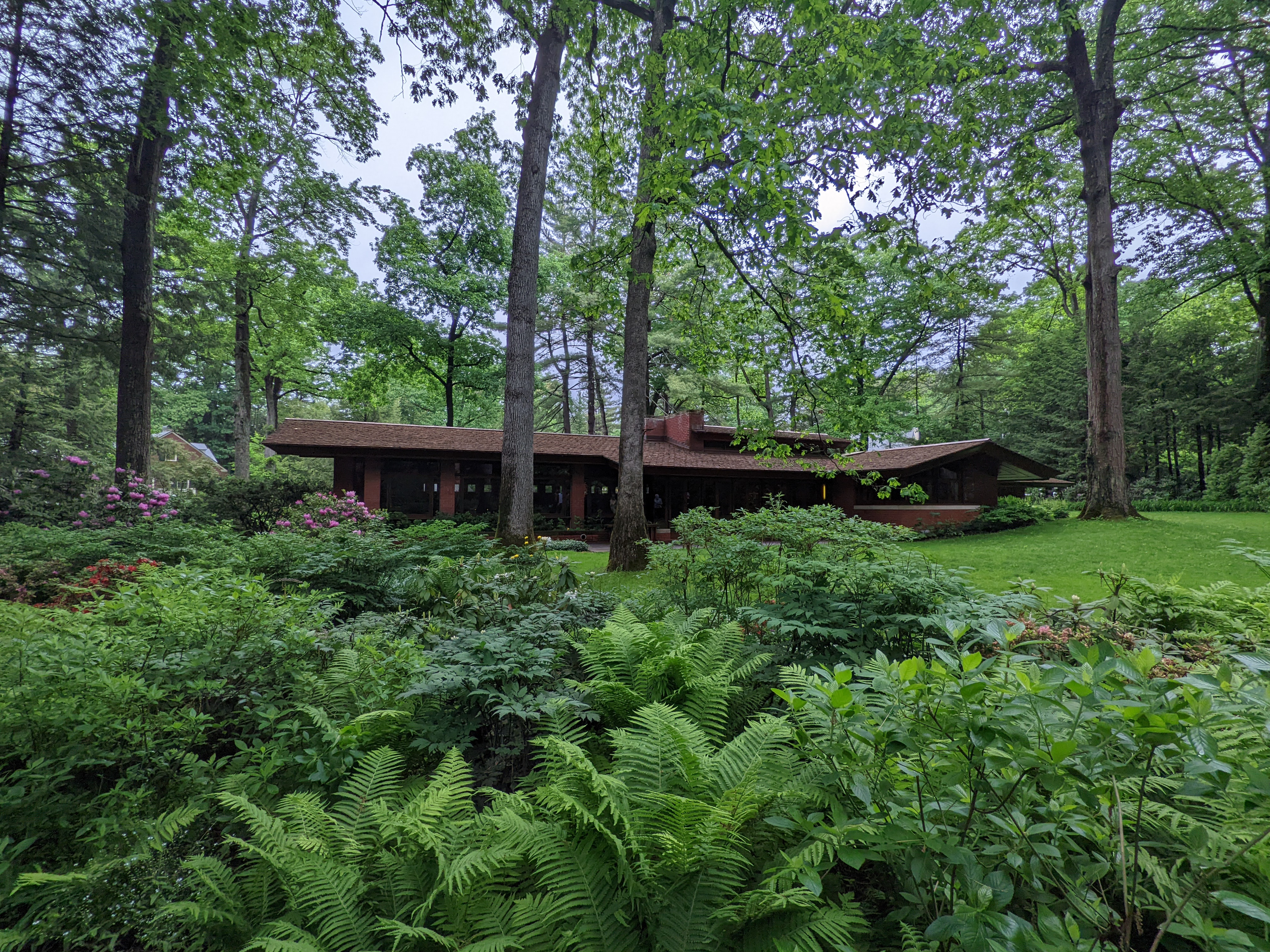
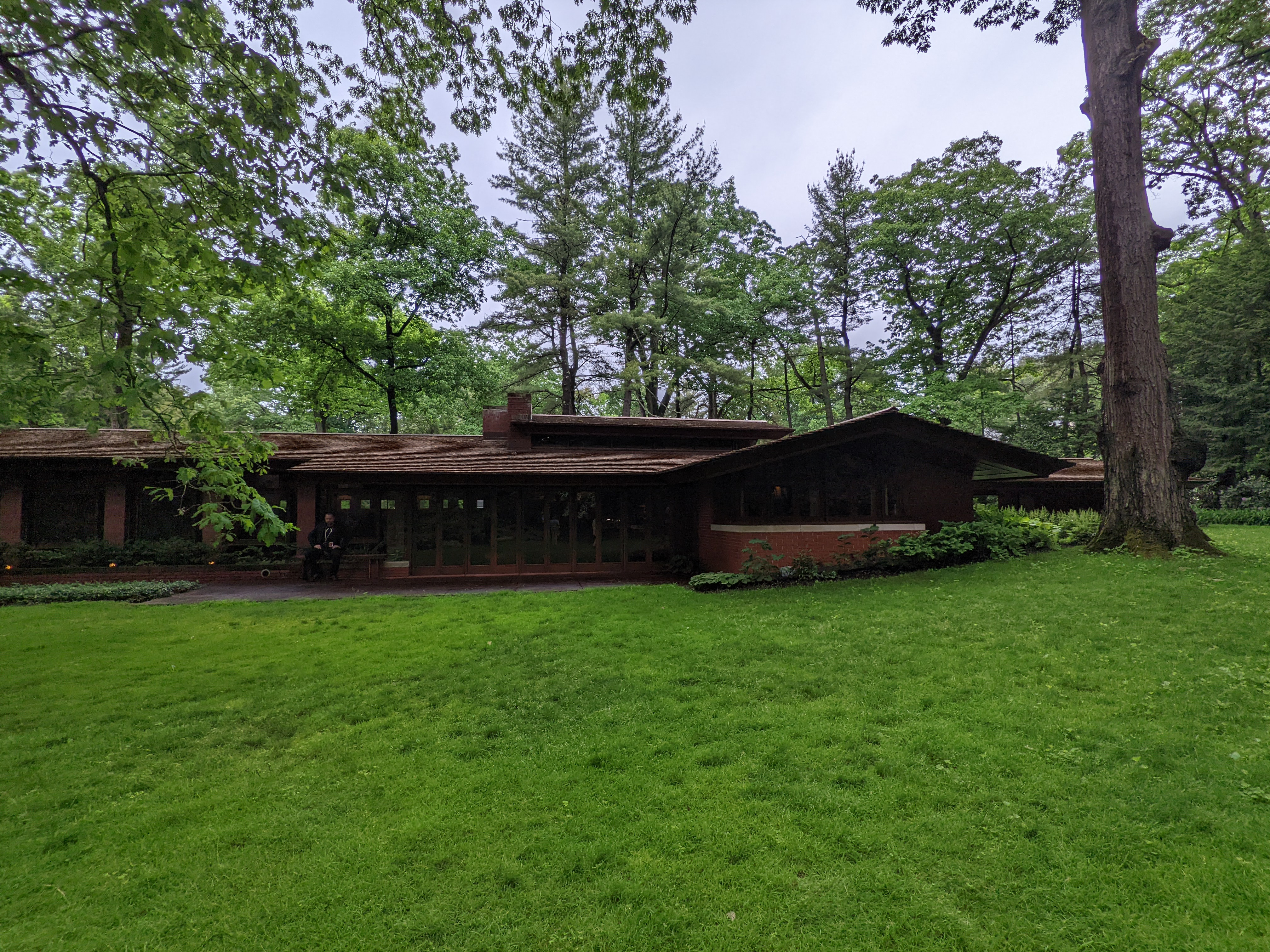

Elle est construite sur un vaste terrain arboré, avec de vastes baies vitrées, des murs en béton, brique, et en panneau de bois de Cyprès, avec une terrasse, et 2 chambres à l'étage. Elle est organisée autour d'une grande cheminée centrale en forme de L, avec de nombreux meubles intégrés.

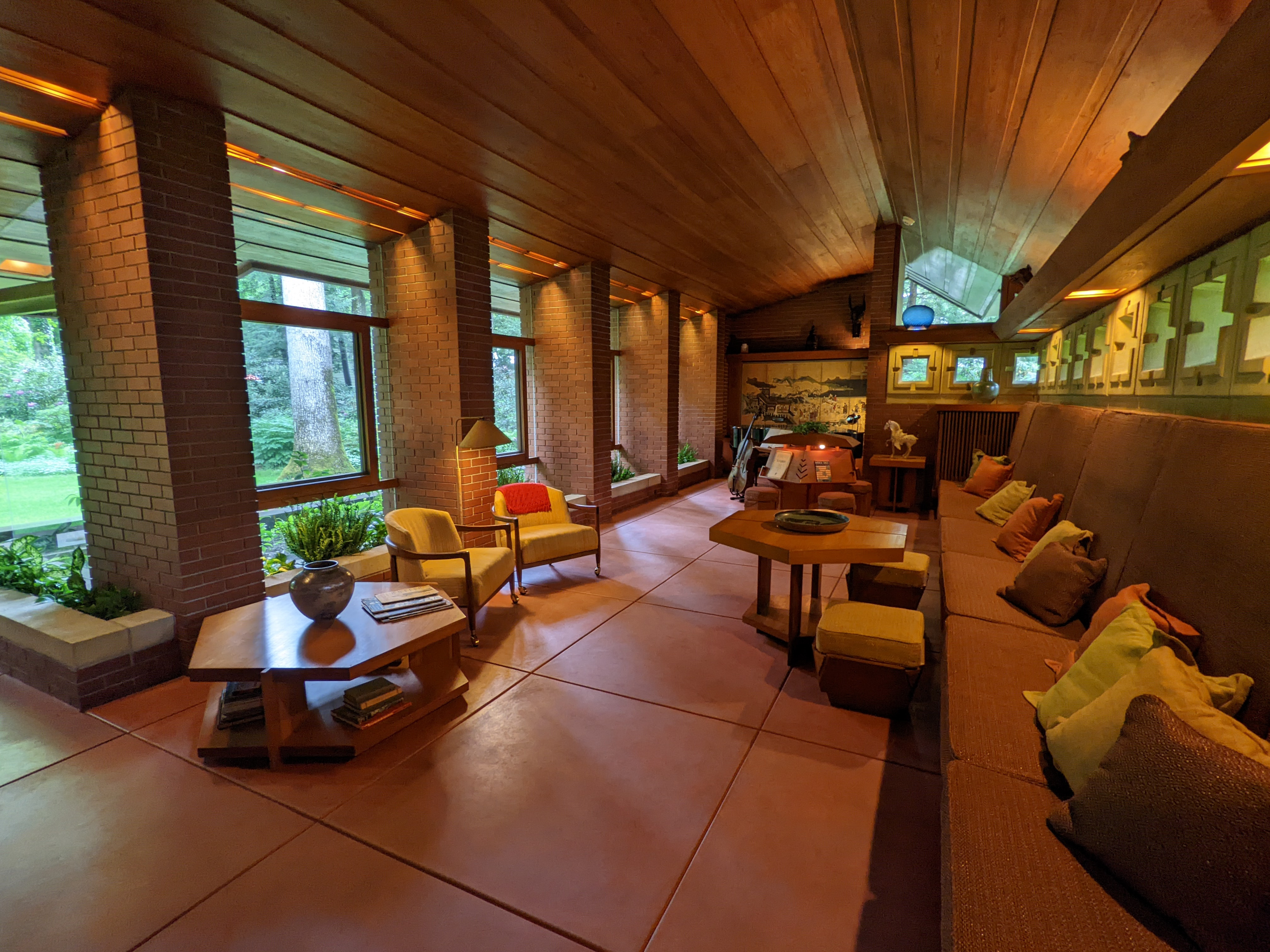
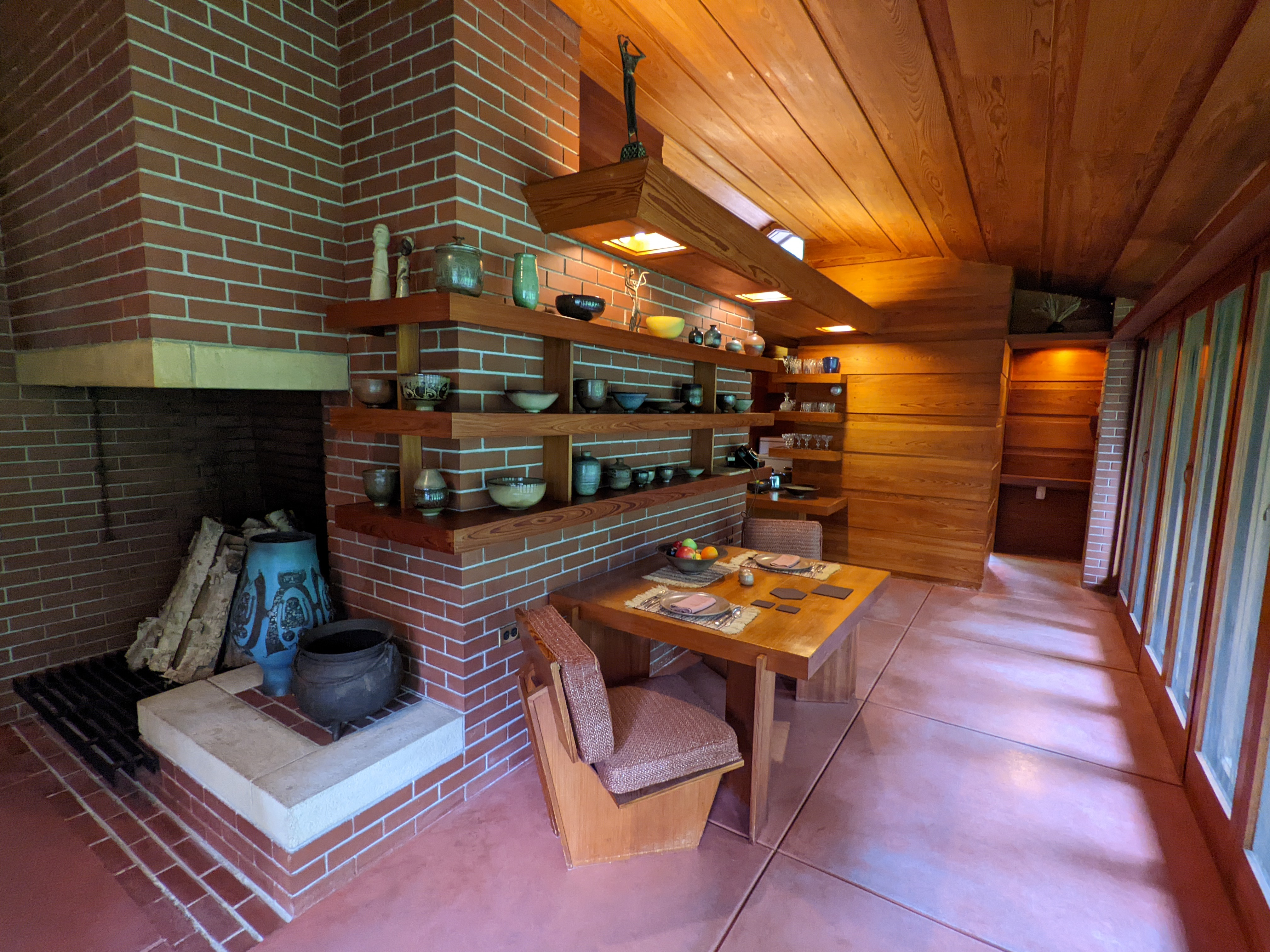
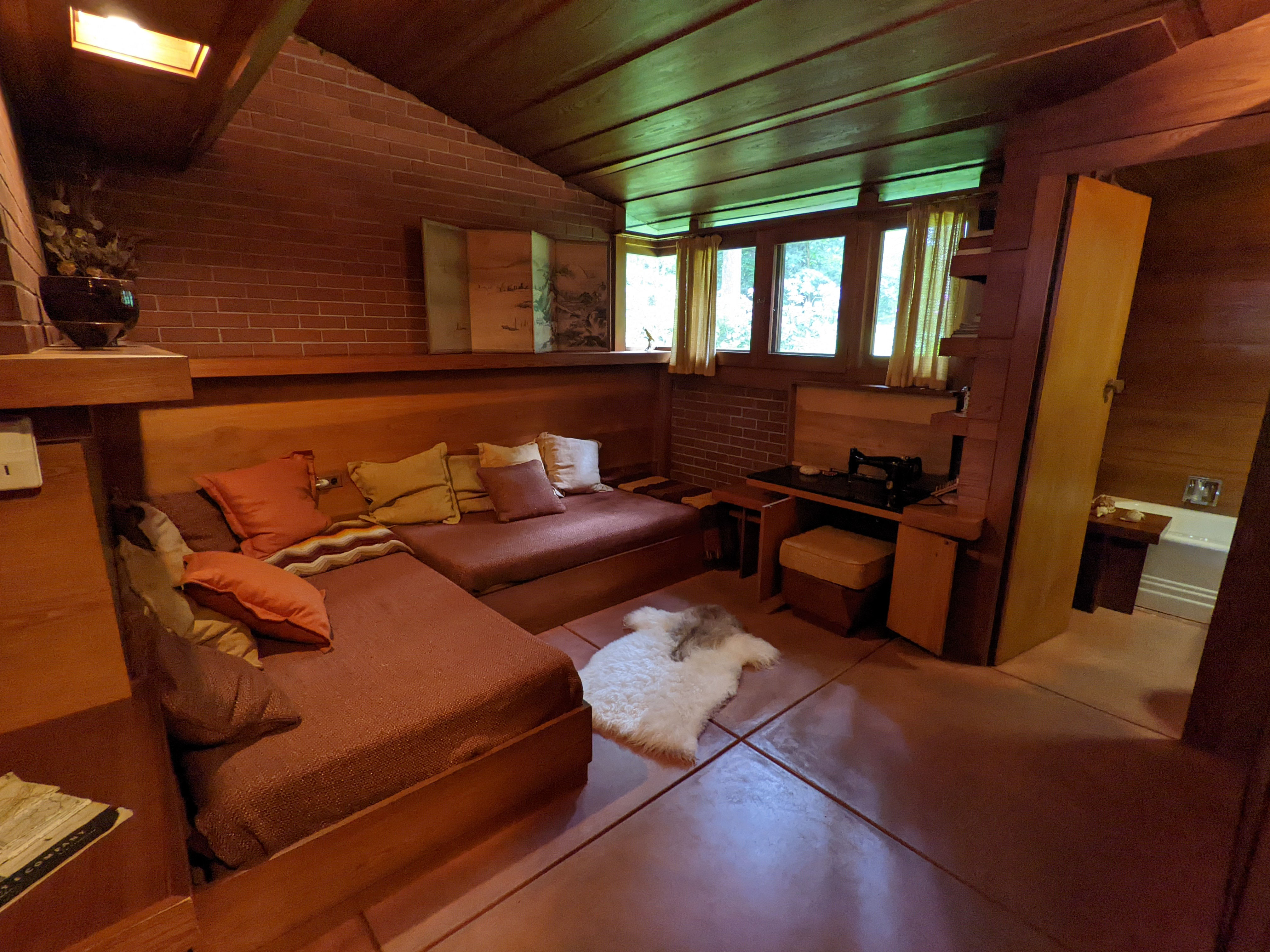

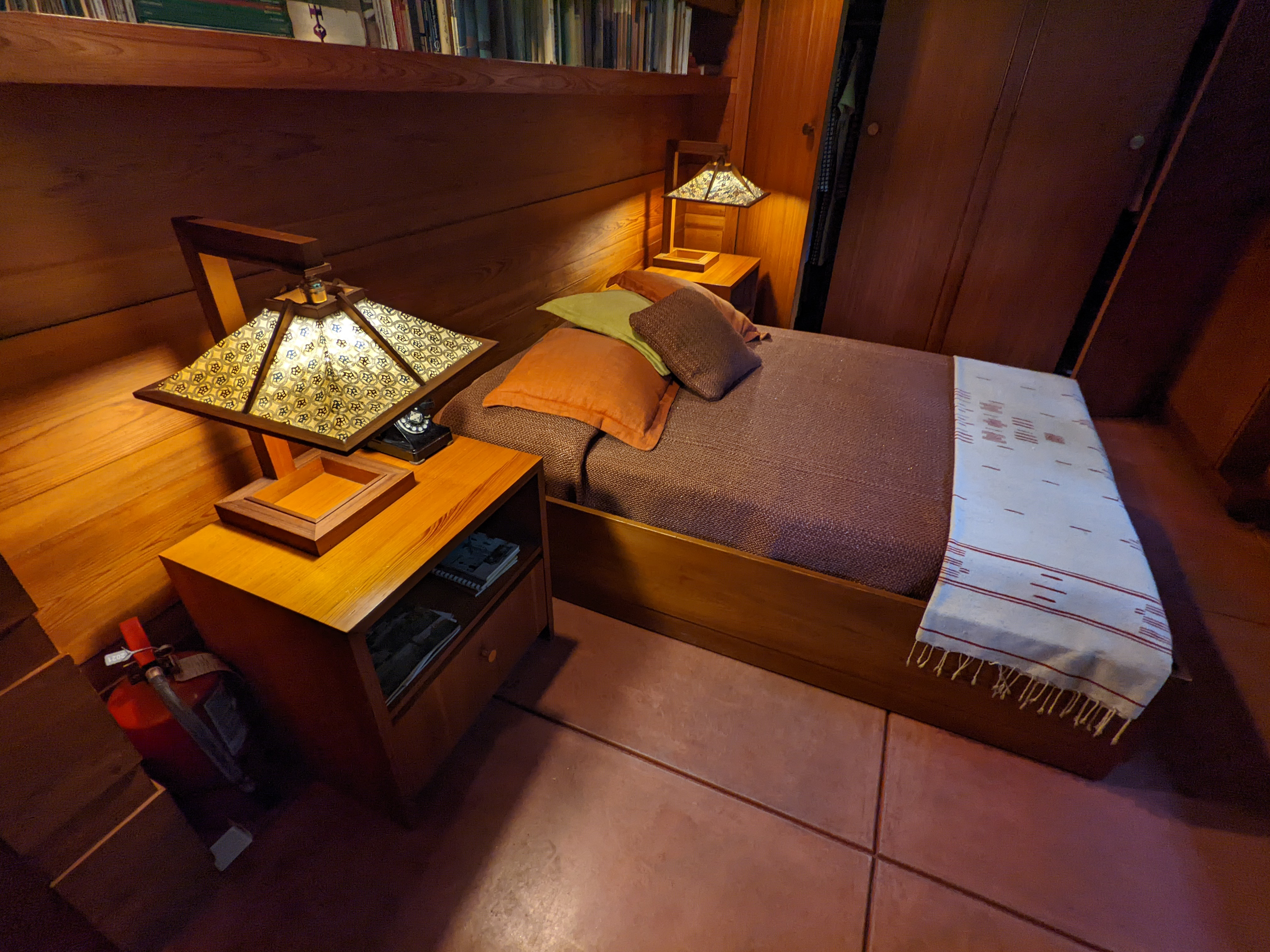
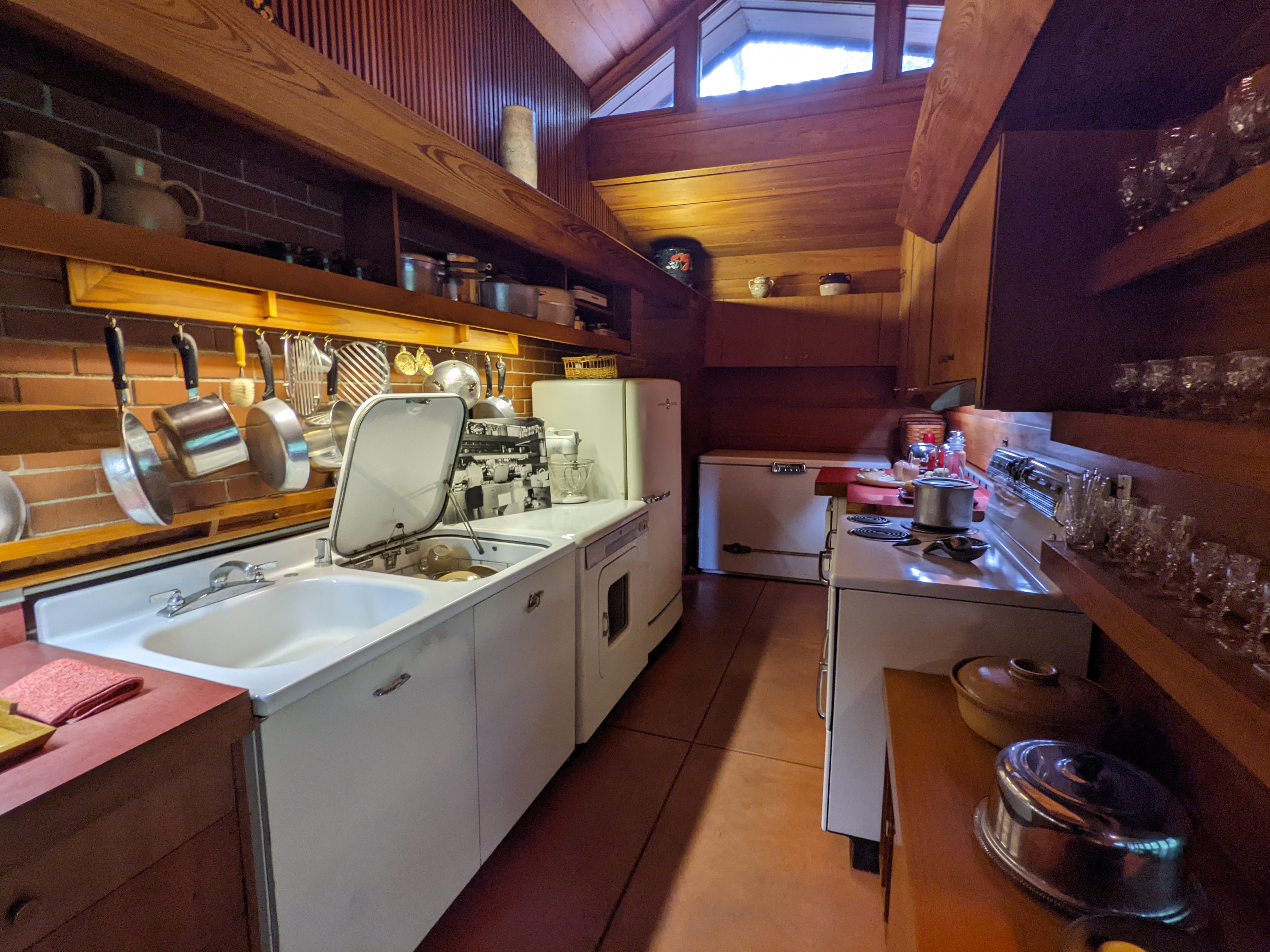

## Musée
Le couple en fait don après leur disparition, avec tout leur décor personnel, en 1988, au musée Currier Museum of Art de Manchester, pour l'ouvrir à la visite public,. 